# Berlin-Stralau
Stralau ist eine Ortslage des Berliner Ortsteils Friedrichshain im Bezirk Friedrichshain-Kreuzberg, die auf einer Landzunge zwischen der Spree und dem Rummelsburger See liegt. Der Name geht auf ein Dorf zurück, das unter dem Namen Stralow hier entstand und 1920 Teil Groß-Berlins wurde. Das Wort ist slawischen Ursprungs und bedeutet so viel wie Pfeilort, was auf die Form der Halbinsel zurückzuführen ist.

## Geschichte

### Frühzeit bis 14. Jahrhundert
Archäologische Funde wie ein Walzenbeil und ein bearbeiteter Feuerstein aus der Steinzeit weisen die Halbinsel Stralau als einen der ältesten Siedlungskerne auf heutigem Berliner Gebiet aus. Weitere Artefakte konnten Archäologen in die Bronzezeit und Eisenzeit datieren. Aus späterer Zeit ist germanische und wendische Besiedlung belegt. Die Höhenlagen Dorflage und der an der südlichen Spitze gelegene Schwanenberg sind dabei eiszeitlichen Ursprungs und bestehen aus Schwemmsand und angewehten Dünen. Bereits im 13. Jahrhundert wurde der Name Stralow erwähnt. Während unklar ist, ob ein in einer Urkunde von 1240 (oder 1244) erwähnter Ritter Thidericus von Stralow mit einer Ortschaft auf der Halbinsel in Zusammenhang steht, vermutet man dies vom 1261 erwähnten Ritter Rudolf von Ystralowe. Als erste Erwähnung des Fischerdorfes Stralau werden unterschiedliche Jahre genannt: Markgraf Otto V. legte 1288 die Grenze zwischen Berlin und Rosenfelde neu mit dem Stralowschen Damm fest, der auf das Dorf Stralow verweist. Am 6. Mai 1358 schließlich tauchte Stralow selbst erstmals in einer Urkunde auf, als die Doppelstadt Berlin-Kölln das Fischerdorf und den Rummelsburger See vom Ritter Nicolaus Bartolpsdorf kaufte. Auf einen Ritterbesitz deuten auch die im Boden aufgefundenen Reste einer Burganlage aus dem 13./14. Jahrhundert. Historiker vermuten die Ursprünge des Dorfes an der Stelle, an denen im 21. Jahrhundert die Grundstücke Alt Stralau 13–24 liegen.

### 15. bis 19. Jahrhundert

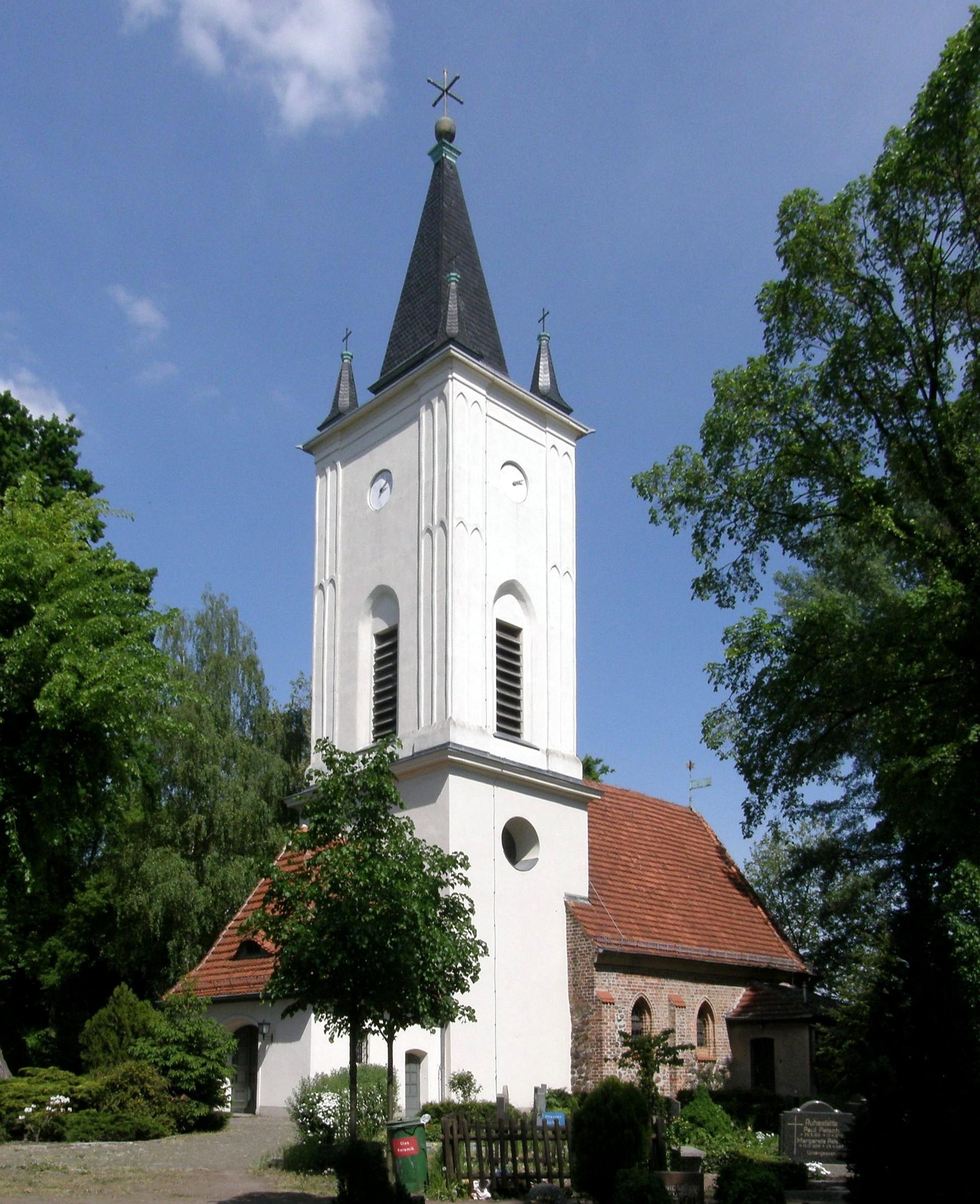
Dorfkirche Stralau

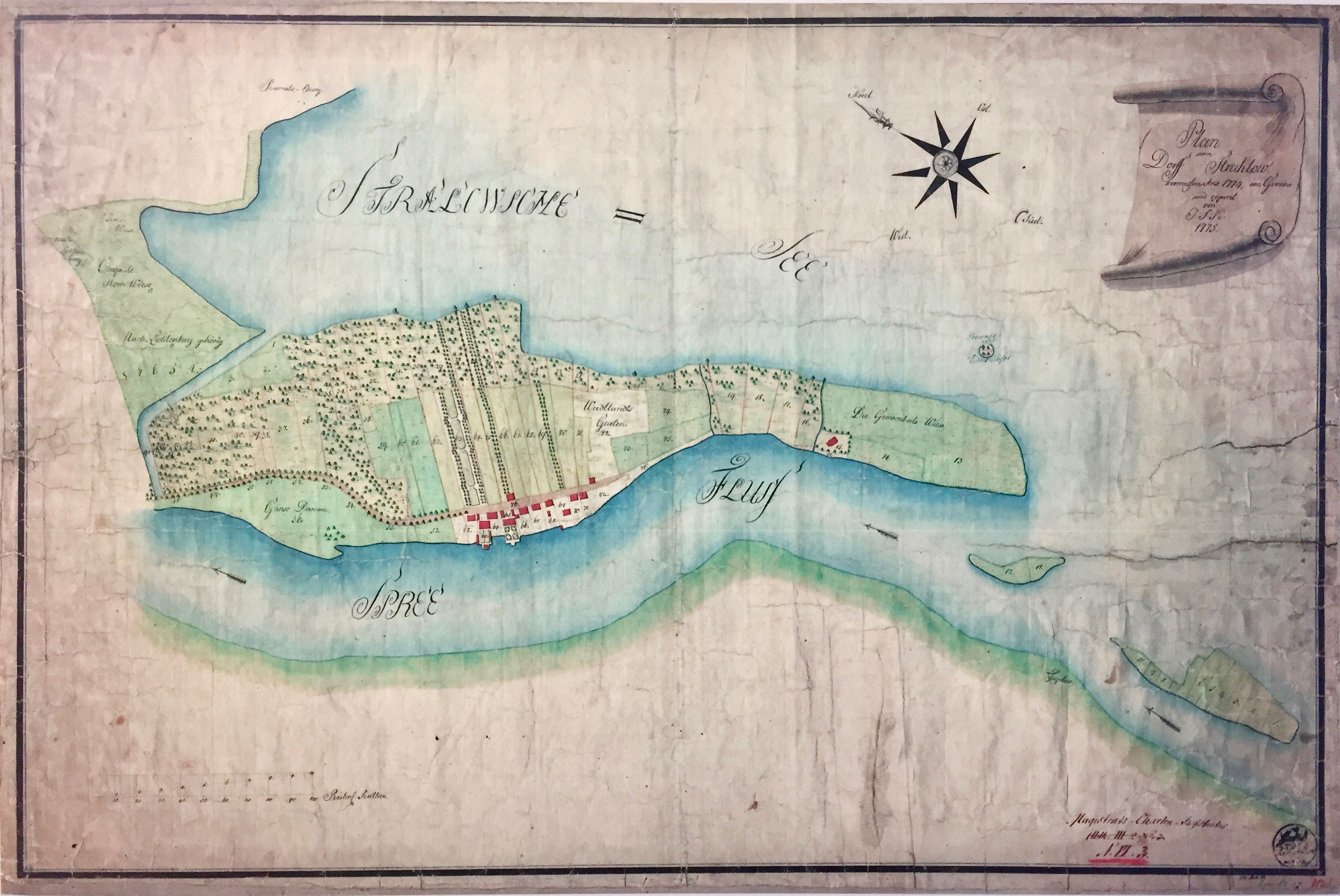
Plan vom Dorff Stralow, 1775

Aus dem Jahr 1412 ist bereits die Existenz des Friedhofs als Begräbnisstätte für elf Fischerfamilien überliefert. Es ist daher denkbar, dass zu diesem Zeitpunkt bereits eine einfache Holzkirche bestand. Handwerker errichteten in den Jahren 1459–1464 auf einem Sockel aus Feldstein die Dorfkirche Stralau. Ihre Kirchweihe fand zum Bartholomäustag am 24. August 1464 statt. 1539 kam die Reformation nach Stralau. 1574 begründeten die Berliner die Tradition des Stralauer Fischzugs. Mit der Einführung der Gewerbefreiheit 1810 eröffnete in jedem Fischerhaus eine Gastwirtschaft. Dennoch sind aus dem Jahr 1817 erst 76 Einwohner überliefert. Die Kirchengemeinde setzte sich dafür ein, den Sakralbau in den Jahren 1823/1824 nach Plänen des Architekten Friedrich Wilhelm Langerhans um einen neugotischen Westturm zu ergänzen, in dem dieser einen hölzernen Vorgänger zurückbauen ließ. Ab Mitte des 18. Jahrhunderts errichteten die ersten Berliner auf der Halbinsel ihre Sommerhäuser, darunter auch der Bankier David Splitgerber. Die Einwohner lebten in dieser Zeit hauptsächlich vom Fischfang, ergänzt durch ein gastronomisches Angebot. Stralau und die Rummelsburger Bucht gelten aber auch als Geburtsstätte des Segelsports in Deutschland. Hier wurde in den 1830er Jahren die erste „Gesellschaft zur Förderung des sportlichen Segelns“ ins Leben gerufen und in den 1860er Jahren zahlreiche Segelvereine (BJC) gegründet, die später an den Wannsee oder ins brandenburgische Umland umzogen. 1835 gründete sich im Lokal Alte Taverne mit der Tavernengesellschaft eine der ältesten Segelvereine Deutschlands. 1842 wurde die Anbindung Stralaus landseitig durch den Bau einer Chaussee erheblich verbessert. Als Amtsbezirk existierte Stralow von 1874 bis 1893; zu ihm gehörte die Landgemeinde Stralow sowie der Gutsbezirk Boxhagen-Rummelsburg. Im Jahr 1879 wurde Stralau dem Gerichtsstand Berlin unterstellt. Seit 1893 gilt der amtliche Name des Ortes Stralau. 1878 und 1879 führte der erste Leiter des Märkischen Provinzialmuseums in Berlin Ernst Friedel gemeinsam mit dem Stralauer Gastwirt Julius Tübbecke und dem Gemeindevorsteher Liebe auf der südlichen Spitze der Halbinsel, dem Schwanenberg, archäologische Grabungen durch. Dieser war zu dieser Zeit durch einen Wassergraben, den Priestergraben, vom Dorf Stralau getrennt. Sie fanden zahlreiche Werkzeuge, Scherben, Knochen, Geweihe und Hörner. Neben diesen Artefakten legten sie auch die Reste einer Pfahlgründung frei. Sie vermuteten, dass sie zu einer slawischen Wallanlage gehörten, die an dieser Stelle eine Furt sicherten. Diese Annahme wurde durch Urnenfunde untermauert, die in der Nähe der Dorfkirche sichergestellt werden konnten. 1874 gelangte Stralau gemeinsam mit Rummelsburg und Boxhagen unter eine gemeinsame Verwaltung; der Sitz des Amtsvorstehers war Stralau.

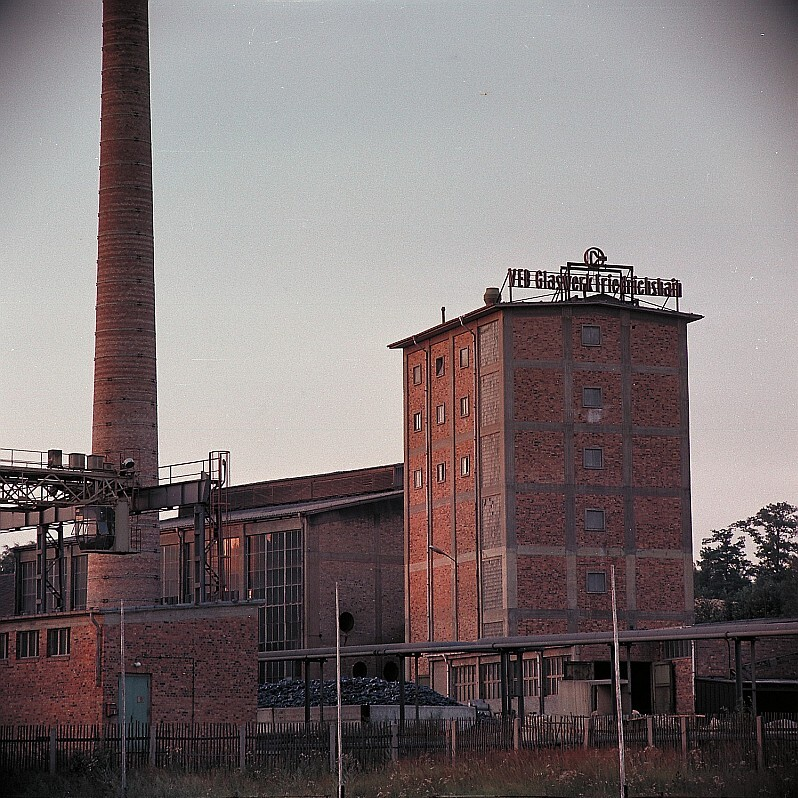
Glaswerk Friedrichshain, 1969

Im Zuge der industriellen Revolution erlebte auch Stralau einen wirtschaftlichen Aufschwung. Die Entwicklung wurde dabei maßgeblich durch die Eröffnung des Bahnhofs Stralau-Rummelsburg (im Jahr 2018: Berlin-Ostkreuz) 1882 vorangetrieben. Im nordwestlichen Teil der Halbinsel siedelten sich zahlreiche große Industriebetriebe wie die Schaarschuhsche Brauerei (ab 1917: Engelhardt-Brauerei), das Stralauer Glaswerk oder Bootswerften an. Hinzu kam die Teppichfabrik Protzen, die Berliner Jutespinnerei und Weberei, eine Asphalt-Fabrik, die Mörtelwerke Weidner, die Maschinenfabrik Grauert sowie die Bootswerft von Wilhelm Deutsch. Er baute in der Tunnelstraße Ruderboote. 1883 errichtete die Firma Rengert am nordöstlichen Ufer der Halbinsel eine Fabrik, in der aus den Früchten der Ölpalme und anderen ölhaltigen Samen mit Hilfe von Kohlenstoffdisulfid insbesondere Palmöl hergestellt wurde. Das Werk bestand neben einer Entfettungsfabrik, zwei Lagerhäusern, einem Kesselhaus sowie einem Verwaltungsgebäude aus einem Palmkernölspeicher im Stil der Neorenaissance. Die Stralauer Glashütte ließ auf der Gemarkung Alt-Stralau 46 Werkswohnungen für deren Arbeiter errichten. Unter der Leitung von Heinrich Mittag entstanden insgesamt drei fünfgeschossige Häuser mit einer zur damaligen Zeit herausragenden Ausstattung. Sie verfügten über eine große Küche, fließendes Wasser und eine Dampfheizung. Im Keller ließ Mittag für die Arbeiter Bäder und Waschküchen einbauen; hinter den Häusern einen Garten mit einem Spielplatz anlegen. Die gute Wohnsituation führte zu einer starken Gemeinschaft der Glasarbeiter, die sich ab 1890 im Zentralverband der Glasarbeiter und -arbeiterinnen Deutschlands organisierten, der ab 1897 seinen Sitz in Stralau hatte. 1888 gründete sich auf der Insel die Spree-Havel-Dampfschiffahrtsgesellschaft Stern, die bereits ein Jahr später eine kleine Reederei in der Dorfstraße übernahm. 1891 kam mit dem Segelclub Fraternitas einer der ersten Clubs für Arbeiter hinzu. Die Lage am Wasser und vor den Toren der Stadt führte dazu, dass Stralau zu einem beliebten Ausflugsziel der Berliner wurden. Zu dieser Zeit verfügte Stralau über 20 Ausflugsgaststätten, im 21. Jahrhundert gibt es keine einzige mehr. Dies war auch darauf zurückzuführen, dass durch die zunehmende Industrialisierung die Gewässer verschmutzt wurden und sich der Fischfang kaum noch lohnte.
Im ausgehenden 19. Jahrhundert wohnten in Stralau durch die wachsende Industrie so viele Familien mit Kindern, dass die Gemeindeverwaltung zunächst die Straßen auf der Halbinsel befestigen, 1894 eine Gemeindeschule (Alt-Stralau 34, heute Thalia-Grundschule) sowie einige Jahre später auch eine Turnhalle dazu errichten ließ. 1885 bauten Handwerker die Dorfstraße aus, die seit 1900 den Namen Alt-Stralau führt. Die Straßen wurden ab 1889 mit Gas beleuchtet. 1894 erhielt die Halbinsel den Anschluss an die Wasserversorgung.

### 20. Jahrhundert
Ab 1900 wurden die Straßenbeleuchtung elektrifiziert; Stralau erhielt einen Anschluss an die Kanalisation. 1905 erwarb die Gemeinde von der Gärtnerfamilie Richard ein Gebäude in Alt-Stralau 50/51 und richtete dort ein Rathaus ein. Zuvor befand sich das Gemeinde- und Amtsbüro im Nachbarhaus 52/53. 1909 erhielt Stralau eine erste Pfarrei, die von Robert Zastrow besetzt wurde. Er blieb bis zu seinem Tod 1932 im Dorf. An die im Ersten Weltkrieg getöteten Stralauer Einwohner erinnert ein später errichtetes Kriegerdenkmal an der Tunnelstraße. 1911 gründeten die Brüder Geppert in die Hansa-Werft, die 1925 in die Tunnelstraße 41/42 nach Stralau zog. Bei der Bildung Groß-Berlins 1920 wurde aus Stralau sowie Teilen des Stralauer Viertels und der Königsstadt der Stadtbezirk Friedrichshain gebildet. Die Gemeindeschule wurde in den 1930er Jahren die 41. Volksschule. 1931 entstand aus der Dampfschifffahrtsgesellschaft die Stern- und Kreisschiffahrt. Von 1899 bis 1951 fuhr eine Straßenbahn (damals: Linie 82) in Stralau, die bis 1932 durch einen der ersten Unterwassertunnel Berlins, den Spreetunnel Stralau, bis nach Treptow führte. Die Anlage des Verkehrstunnels war ein Versuchsbau zur Flussuntertunnelung für die geplante U-Bahn. Im Zweiten Weltkrieg wurde die Röhre als Luftschutzbunker genutzt und anschließend geflutet. Der Tunnel wurde nicht wieder instand gesetzt und seine beidseitigen Einfahrten zugeschüttet. Erhalten blieben die Namen Tunnelstraße auf der Stralauer und Platz am Spreetunnel auf der Treptower Seite sowie ein Straßenbahndepothäuschen auf Stralau. Im Zuge der Kampfhandlungen wurden große Teile der industriellen Anlagen beschädigt oder zerstört. Von den ursprünglich drei Speichern blieb lediglich der Palmkernölspeicher stehen. Ebenso wurde das vordere der drei Wohnhäuser der Glasarbeiter zerstört. 1941 errichtete die DAF auf dem Grundstück Alt-Stralau 44/45 ein Barackenlager für 530 Zwangsarbeiter, vornehmlich Niederländer. Das Gelände wurde zuvor von den Victoria-Mühlenwerken zur Lagerung von Getreide genutzt. Die Arbeiter mussten in der Mühle, der Brauerei und der Glashütte, aber auch auf dem Dorffriedhof Zwangsarbeit leisten. Sie durften, wie auch die verbliebenen Juden, den Luftschutzbunker während der alliierten Luftangriffe nicht benutzen. Die Nordwand des Kirchenschiffs sowie das Gewölbe wurden im Februar 1945 ebenfalls durch Bomben zerstört und 1949 wieder aufgebaut.
Im Jahr 1951 wurde eine 220 Meter lange Holzbrücke, auch „Tausendfüßler“ genannt, für den Autoverkehr zwischen Treptow und Stralau freigegeben. Sie wurde südöstlich einer bestehenden Fußgängerbrücke errichtet und sollte den Fahrzeugverkehr zwischen dem Südosten Ost-Berlins und dem Stadtzentrum ermöglichen, ohne den West-Berliner Bezirk Kreuzberg durchqueren zu müssen. Ein Jahr später wurde auf dem Gelände des ehemaligen Zwangsarbeiterlagers ein Neubau errichtet, der von einer Abteilung der Forschungsanstalt für Schiffahrt, Wasser- und Grundbau bezogen wurde. Diese wurde 1990 geschlossen.
Die unter Denkmalschutz stehende Gemeindeschule diente in der DDR-Zeit als Durchgangsheim der Jugendhilfe. Dort wurden Kinder und Jugendliche im Alter von 6 bis 17 Jahren untergebracht, die „dem Menschenbild der SED-Diktatur nicht entsprachen, gegen Gesetze verstoßen haben oder Hilfe benötigten“. Jugendliche ab 14 Jahren wurden zur Arbeit in den Berliner Fleisch-, Süßwaren oder Kosmetikfabriken gezwungen; Fluchtversuche mit einem Arrest in den rund 4,5 m² großen Arrestzellen geahndet. 1964 errichteten Handwerker anlässlich des 15. Jahrestages der DDR die Karl-Marx-Erinnerungsstätte. Nachdem die neue Elsenbrücke 1968 fertiggestellt war, erfolgte 1970 der Abriss der alten – auch Stralauer Brücke genannten – Holzkonstruktion. In den Jahren 1987 und 1988 errichtet der VEB Klement Gottwald am Caroline-Tübbecke-Ufer einen Verladekran, der zum Bau von Hochseeschiffen genutzt wurde.
Nach der politischen Wende schlossen viele der Betriebe, die den vorderen Teil der Halbinsel prägten. Im Zuge der Bewerbung Berlins für die Olympischen Sommerspiele des Jahres 2000 war die Halbinsel Stralau für das olympische Dorf vorgesehen. Es wurde eine städtische Entwicklungsgesellschaft gegründet, die eine Vielzahl von Neubauten plante und trotz der gescheiterten Bewerbung auch baute.
In der Mitte der 1990er Jahre entstand zwischen dem Bezirk und der Senatsbauverwaltung das Projekt Entwicklungsgebiet Rummelsburger Bucht, zu dem die Halbinsel Stralau gehörte aber auch der Uferstreifen an der Rummelsburger Landstraße. Das Entwicklungsgebiet wurde autoarm geplant, was zu Steuerminderung bei den Baukosten führte. Die Pkw-Quote je Einwohner ist inzwischen höher als der Berliner Durchschnitt. 1996 und 1997 fanden Archäologen bei Grabungen an der Tunnelstraße die Überreste eines Hofes, der vermutlich im 13./14. Jahrhundert existierte.

### 21. Jahrhundert
Im Zuge der Gebietsreform wurde Stralau mit Wirkung zum 1. Januar 2001 Teil des neuen Verwaltungsbezirks Friedrichshain-Kreuzberg. Von den ursprünglich vorhandenen Industriebauten existieren nur noch wenige Überreste, wie das Verwaltungsgebäude und eine Werkstatt des Stralauer Glaswerks, die Wohnvilla und die Remise der ehemaligen Teppichfabrik M. Protzen und Sohn  sowie der Palmkernölspeicher oder der Flaschenturm. Direkt an der Straße Alt Stralau 1 befindet sich das frühere Hafenkraftwerk (Maschinenhaus) des Osthafens aus dem Jahr 1913. Am 29. Oktober 2017 wurde ein historischer Lehrpfad bestehend aus insgesamt zwölf Tafeln der Öffentlichkeit übergeben. Begleitet werden die Tafeln durch eine Dauerausstellung in der Dorfkirche. Das Projekt geht auf eine Initiative des Vorsitzenden des Fördervereins der Kirche, Uwe Nübel, zurück.

### Historisches Volksfest Stralauer Fischzug

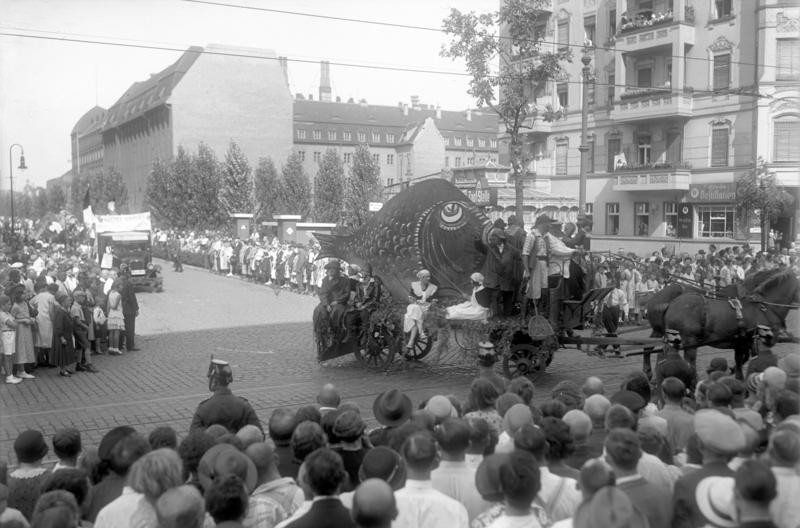
Stralauer Fischzug 1932

Der Stralauer Fischzug, eine alljährlich ab 24. August, dem Bartholomäustag, begangene Festwoche, durch den Stralau berühmt werden sollte, geht auf das Jahr 1574 zurück. In einem Edikt vom 22. Februar 1574 verfügte Kurfürst Johann Georg von Brandenburg ein Verbot des Fischens von Ostern bis Bartholomäus. Der Fischzug beging also feierlich das Anfischen nach der jährlichen Schonzeit. An den Fischzug erinnert die Statue des Stralauer Fischers im Fischerbrunnen am Rathaus Treptow, die der Bildhauer Reinhold Felderhoff 1916 geschaffen hat. Da das Fest jedes Jahr in wüstere Saufgelage, Schlägereien und orgiastisches Treiben ausartete, wurde es am 23. August 1873 vom Amtsvorsteher verboten. Nach einem Wiederaufleben 1923 durfte es wenige Jahre später wiederum nicht mehr stattfinden. Im Rahmen der 700-Jahr-Feierlichkeiten Berlins nahm am 15. August 1937 auch ein blumengeschmückter Festwagen des Straulauer Fischzuges teil. Nach fast 65 Jahren gab es zur Freude der Alteingesessenen aber auch anderer Interessierter auf Initiative der Bürgervereinigung Stralau e. V. erstmals wieder diese Festwoche. Weil das Geld aber immer knapper wird und Sponsoren fehlen, kam dieses Volksfest bereits 1998 wieder zum Erliegen.

## Einwohnerentwicklung
Überliefert sind folgende Angaben über die Zahl der Bewohner der Halbinsel:
| Jahr      | 1817 | 1855 | 1886 | 1900 | 1910 | 1919 | 1937 | 2002 | 2008 | 2018 |
| Einwohner | 0076 | 0143 | 0738 | 1682 | 4127 | 4957 | 4266 | 1853 | 3000 | 4725 |

## Sehenswürdigkeiten
- Dorfkirche Stralau von 1464 und damit die älteste Kirche des Ortsteils Friedrichshain im Bezirk Friedrichshain-Kreuzberg
- Tunnelstraße 12: Verwaltungsgebäude der Berliner Ostbahnen von 1899,[28] nach Umbau 2001 Jugendbegegnungsstätte,[29] sowie Platz am Spreetunnel.
- Alt-Stralau 34: expressionistischer Turnhallenanbau von 1928[30] und Gemeindeschule Alt-Stralau (1894 und 1912),[31] heute Thalia-Grundschule.[32]
- Bahrfeldtstraße 2: Mietshaus[33] von 1912 sowie Krachtstraße 3–6a und 10a–14: Mietshäuser[34] von 1910 bis 1913 (Reste des alten Gebäudeensembles).
- Die Nixenbucht ist ein naturnaher Uferabschnitt der Halbinsel mit Schwimmblattbeständen der Weißen sowie Gelben Seerose.[35] Von der Südspitze der Halbinsel eröffnet sich ein Blick auf die Spreeinseln Liebesinsel und Kratzbruch, die beide unter Naturschutz stehen.

## Persönlichkeiten
- Louis Hugo Kracht (1865–1928), Kommunalpolitiker, Amts- und Gemeindevorsteher in Stralau, Alt-Stralau 23.
- Karl Marx, wohnte 1837 einige Monate in Stralau; die Adresse ist noch nicht exakt aufgeklärt (Alt-Stralau 18 oder Alt-Stralau 25). Zu Ehren des berühmten Philosophen wurde hier 1964 die Karl-Marx-Erinnerungsstätte eingeweiht.[36]
- Werner Pohl (1909–1981), Tonmeister bei Musik- und Filmaufnahmen, wurde in Stralau geboren.
- Otto Protzen (1868–1925), Segler, Schriftsteller und Landschaftsmaler, verbrachte seine Kindheit und Jugend in Stralau.
- Franz Tübbecke (1856–1937), Bildhauer und Meisterschüler von Reinhold Begas, Atelier Markgrafendamm 14, am Rande von Stralau.
- Julius Tübbecke (1824–1911), Maler, Fischer und Gastwirt (Wirtshaus Tübbecke), Alt-Stralau 22. Ist auch auf dem dortigen Friedhof begraben.
- Theodor Fontane, Heinrich Zille, Adolf Glaßbrenner und Karl May setzten Stralau in ihren Werken ein literarisches bzw. zeichnerisches Denkmal.[37][38] Zille schrieb beispielsweise in seinem Werk Die Nebelkrähe über das Gasthaus Tübbecke. Stralau scheint bei Fontane in seinen Werken Irrungen, Wirrungen, L’Adultera und Der Stechlin auf.